# Leon Burnat
Leon Burnat (ur. 1893 w Krakowie, zm. 1973) – polski mechanik, specjalista i konstruktor obrabiarek, profesor Politechniki Łódzkiej.

## Życiorys
W 1919 roku uzyskał dyplom inżyniera mechanika w Politechnice Lwowskiej. Po studiach odbył wiele praktyk zagranicznych w licznych krajach europejskich i w USA, a następnie pracował w kilku fabrykach polskich. W 1928 roku związał się przemysłem obrabiarkowym. Pracował w Fabryce Obrabiarek w Porębie, w Zakładach Stowarzyszenia Mechaników Polskich z Ameryki w Pruszkowie jako kierownik produkcji, w fabryce „Cegielski” w Rzeszowie jako kierownik biura konstrukcyjnego obrabiarek, a w czasie okupacji w fabryce obrabiarek „Pacholski” w Warszawie jako dyrektor techniczny. Po wyzwoleniu w 1945 roku kontynuował pracę w Pruszkowie jako szef produkcji. Od 1946 roku rozpoczął pracę w Politechnice Łódzkiej jako kierownik Katedry Obróbki Metali I, a po reorganizacji – Katedry Obrabiarek i Obróbki Skrawaniem. W 1949 roku został mianowany profesorem zwyczajnym. Za całokształt dorobku naukowego i zawodowego uzyskał w 1953 roku stopień doktora.
Autor trzech podręczników z zakresu konstrukcji obrabiarek, sześciotomowego skryptu z obrabiarek i teorii skrawania oraz kilkudziesięciu artykułów. Jako pierwszy w Polsce prowadził badania kalorymetryczne, pozwalające wniknąć w istotę procesu skrawania. Prowadził też pionierskie prace z zakresu teorii skrawania, między innymi badania wpływu wielkości ziarn austenitu na skrawalność. Wypromował sześciu doktorów.